# Lucihormetica osunai
Lucihormetica osunai es una especie de insecto blatodeo de la familia Blaberidae, subfamilia Blaberinae.

## Distribución geográfica
Se pueden encontrar en Venezuela.

## Sinónimo
- Hormetica osunai Ramírez-Pérez, 1992.